# Romanchella quadricostalis
Romanchella quadricostalis är en ringmaskart som beskrevs av Knight-Jones 1972. Romanchella quadricostalis ingår i släktet Romanchella och familjen Serpulidae. Inga underarter finns listade i Catalogue of Life.